# Rockin'
Singles de The Weeknd
Reminder
(2017) A Lie (en)
(2017)
Rockin'  est une chanson du chanteur canadien The Weeknd parue sur son troisième album Starboy. Elle est sortie le 9 mai 2017 en tant que cinquième single international de l'album. La chanson est écrite par The Weeknd, Max Martin, Peter Svensson, Savan Kotecha, Ali Payami et le rappeur canadien Belly et produite par Payami et Martin, The Weeknd étant crédité comme coproducteur.

## Composition
La chanson est interprétée dans la tonalité de la mineur avec un tempo de 113 battements par minute. 

## Réception

### Accueil critique
La chanson a reçu un accueil mitigé à positif de la part des critiques. Mosi Reeves du magazine Rolling Stone a estimé que la chanson « a un rythme de garage contagieux, courtoisie des producteurs Max Martin et Ali Payami, mais tout ce que The Weeknd peut faire est de répondre avec un refrain maladroit ». Mike Pizzo, écrivant pour le Las Vegas Weekly, a décrit la chanson comme étant « alimentée par le 2-step garage ». En outre, Christopher Hooton du journal britannique Independent écrit que Rockin' est un « titre fait pour l'entraînement ». En écrivant pour le magazine Spin, Jordan Sargent a dit que la chanson était « destinée à être un single ».

### Accueil commercial
Aux États-Unis, Rockin' s'est classé dans le Billboard Hot 100 américain, atteignant la 44e place, bien qu'il n'ait jamais été sorti en single en Amérique du Nord. La chanson a également été classée au Canada, ayant atteint la 25e place du Canadian Hot 100.
Au Royaume-Uni, le single atteint la 26e place du classement UK Singles. En France, Rockin' ne se classe pas plus haut que la 176e place du Top Singles. Tandis que dans l'Ultratop 50 de la Belgique francophone, Rockin' se classe à la 41e place.

## Liste de titres
| 1. | Rockin' | 3:53 |

## Crédits
- The Weeknd (Abel Tesfaye) – voix, écriture, production exécutive, coproduction
- Ahmad Balshe – écriture
- Kazue Lika Tatushima – chœurs
- Max Martin – écriture, production
- Ali Payami (en) – écriture, production
- Peter Svensson (en) – écriture
- Doc McKinney – production exécutive
- Serban Ghenea - mixage
- John Hanes – ingénieur du mixage
- Sam Holland – ingénieur du son
- Cory Bice, Jeremy Bertola – assistance technique
- Tom Coyne, Aya Merrill – mastérisation

## Classements et certifications

### Classements hebdomadaires
| Classement (2016-17)                    | Meilleure position |
| --------------------------------------- | ------------------ |
| Allemagne (GfK Entertainment)           | 60                 |
| Belgique (Flandre Ultratip 100)         | 14                 |
| Belgique (Wallonie Ultratop 50 Singles) | 41                 |
| Canada (Hot 100)                        | 25                 |
| États-Unis (Hot 100)                    | 44                 |
| États-Unis (R&B/Hip-Hop Songs)          | 20                 |
| États-Unis (Hot R&B Songs)              | 11                 |
| États-Unis (Rhythmic Songs)             | 16                 |
| France (SNEP)                           | 176                |
| Italie (FIMI)                           | 46                 |
| Norvège (VG-lista)                      | 24                 |
| Nouvelle-Zélande Heatseekers (RMNZ)     | 1                  |
| Pays-Bas (Single Top 100)               | 25                 |
| Pays-Bas (Nederlandse Tipparade)        | 6                  |
| Portugal (AFP)                          | 31                 |
| Royaume-Uni (UK Singles Chart)          | 26                 |
| Royaume-Uni (UK R&B Chart)              | 4                  |
| Slovaquie (IFPI Singles Digitál)        | 11                 |
| Suède (Sverigetopplistan)               | 12                 |
| Tchéquie (IFPI Singles Digitál)         | 18                 |

### Certifications
| Pays | Certification | Ventes  |
| --- | ------------- | ------- |
| Canada (Music Canada)                                                                                            | Platine       | 80 000^ |
| Italie (FIMI) | Or            | 25 000‡ |
| ^Mise en rayon selon la certification xNon précisé par la certification ‡ventes/streaming selon la certification |               |         |

## Historique de sortie
| Pays        | Date             | Format                                    | Label(s)        | Réf.   |
| ----------- | ---------------- | ----------------------------------------- | --------------- | ------ |
| Divers      | 25 novembre 2016 | - CD - téléchargement - streaming (album) | - XO - Republic | [ 7 ]  |
| France      | 9 mai 2017       | Diffusion radio (succès contemporains)    | - XO - Republic | [ 1 ]  |
| Italie      | 26 mai 2017      | Diffusion radio (succès contemporains)    | Universal       | [ 29 ] |
| Divers      | 26 mai 2017      | - Téléchargement - streaming              | - XO - Republic | [ 7 ]  |
| Royaume-Uni | 21 juillet 2017  | Diffusion radio (succès contemporains)    | - XO - Republic | [ 30 ] |